# Nationale Alternative
Die Nationale Alternative (NA) ist eine neonazistische Gruppe und eine Partei, die in Ost-Berlin gegründet wurde. Am 5. März 1990 wurde sie, als einzige rechtsextreme Partei, in das Parteienregister der DDR aufgenommen.
Die in den 1980er Jahren entstandene Ostberliner Skinheadgruppe „Lichtenberger Front“ benannte sich, als sie sich der neo-nationalsozialistischen Bewegung zuwandte, in „Bewegung 30. Januar“ um. Aus dieser Gruppe gründete sich am 31. Januar 1990 die Nationale Alternative. Diese wurde zum Zentrum des Rechtsextremismus in Ostdeutschland. Nach der Wende erhielt die Gruppe Unterstützung durch die österreichische Volkstreue außerparlamentarische Opposition (VAPO) und die Gesinnungsgemeinschaft der Neuen Front (GdNF) um Michael Kühnen.
Die NA bestand aus einer Reihe bekannter Berliner Neonazis. Nach der Gründung folgte am 28. Februar 1990 in Berlin-Lichtenberg eine Reihe von Hausbesetzungen. Am 5. März wurde der Gruppe daraufhin von der Kommunalen Wohnungsverwaltung Lichtenberg ein legales Mietverhältnis für das große Eckhaus Weitlingstraße 122 (Ecke Lückstraße) angeboten. Dort wurde eine Parteizentrale errichtet. Zahlreiche deutsche Neonazikader nutzten diesen Ort, um Schulungen durchzuführen. Später besetzten die Neonazis auch die Weitlingstraße 120. Die Anzahl der Anhänger und Sympathisanten erreichte in der zweiten Hälfte des Jahres 1990 mit 600 ihren Höhepunkt. Am 27. April wurde eines der besetzten Häuser von der Polizei gestürmt. Es wurden Waffen und Propagandamaterial beschlagnahmt, zeitweise wurde der gesamte NA-Vorstand festgenommen. Zu den Mitgliedern der NA gehörten zeitweilig Ingo Hasselbach, Frank Lutz, Heiko Baumert, Oliver Schweigert, Bendix Wendt und Andre Riechert. Weibliche Mitglieder mussten der Deutschen Frauenfront beitreten. Ende 1990 setzte aufgrund interner Streitigkeiten ein Zerfallsprozess ein. Zum Bruch mit der GdNF kam es noch 1990. Anlass waren die Diskussion um Kühnens Homosexualität und das von ihm durchgesetzte Aktivitätsbeschränkungsgebot für die NA auf Berlin. Ein Teil der Anhänger wechselte in die Deutsche Alternative (DA). Aus der NA entstand der „Freundeskreis Revolutionärer Volkssozialisten“ und die „Kameradschaft Sozialrevolutionärer Nationalisten“. Formell wurde die NA nicht aufgelöst.

## Partei
Die NA wurde am 5. März 1990 in das DDR-Parteienregister aufgenommen. Das Parteiprogramm wurde von der Hamburger Partei Nationale Liste (NL) zum Teil wortwörtlich übernommen. Schnell entstanden NA-Zweigstellen in Dresden, Cottbus, Rostock, Bitterfeld und Königs Wusterhausen. Die Partei finanzierte sich aus dem Verkauf von Militaria.
Bei den Kommunalwahlen in der DDR 1990 wurde ihr eine Wahlteilnahme untersagt. Die NA stellte einen Kandidaten für die Wahl zum Berliner Abgeordnetenhaus im Dezember 1990.